# Cardiocondyla sima
Cardiocondyla sima é uma espécie de formiga do gênero Cardiocondyla, pertencente à subfamília Myrmicinae.